# Llista de monuments d'Artesa de Segre
Llista de monuments d'Artesa de Segre inclosos en l'Inventari del Patrimoni Arquitectònic Català per al municipi d'Artesa de Segre (Noguera). Inclou els inscrits en el Registre de Béns Culturals d'Interès Nacional (BCIN) amb la classificació de monuments històrics, els Béns Culturals d'Interès Local (BCIL) de caràcter immoble i la resta de béns arquitectònics integrants del patrimoni cultural català.
| Monument                                                                               | Protecció    | Estil/època                            | Localització                                                       | Coordenades                                          | Codi?         | Imatge |
| -------------------------------------------------------------------------------------- | ------------ | -------------------------------------- | ------------------------------------------------------------------ | ---------------------------------------------------- | ------------- | --- |
| Castell d'Artesa, o Castellot                                                          | BCIN 481-MH  | Obra popular Medieval                  | Artesa de Segre                                                    | 41° 53′ 31″ N, 1° 03′ 17″ E / 41.892030°N,1.054741°E | RI-51-0006246 | Castell d'Artesa (Artesa de Segre) · Vegeu més fotos d'aquest monument · Carregueu una nova foto d'aquest monument                                      |
| La Granja                                                                              | BCIN 482-MH  | XVI-XVII                               | Artesa de Segre C. Prat de la Riba, 28                             | 41° 53′ 49″ N, 1° 02′ 52″ E / 41.896817°N,1.047704°E | RI-51-0006247 | La Granja (Artesa de Segre) · Vegeu més fotos d'aquest monument · Carregueu una nova foto d'aquest monument                                             |
| Castell de la Vall d'Ariet, o Castell dels Moros                                       | BCIN 483-MH  | Romànic XII                            | Artesa de Segre La Vall d'Ariet                                    | 41° 57′ 21″ N, 0° 59′ 52″ E / 41.955711°N,0.997672°E | RI-51-0006248 | Castell de la Vall d'Ariet (Artesa de Segre) · Vegeu més fotos d'aquest monument · Carregueu una nova foto d'aquest monument                            |
| Castell de Comiols                                                                     | BCIN 484-MH  | XII-XV                                 | Artesa de Segre                                                    | 42° 01′ 32″ N, 1° 06′ 03″ E / 42.025681°N,1.100938°E | RI-51-0006249 | Castell de Comiols (Artesa de Segre) · Vegeu més fotos d'aquest monument · Carregueu una nova foto d'aquest monument                                    |
| Castell i església de Sant Miquel de Montmagastre                                      | BCIN 485-MH  | Romànic XI, XVII                       | Artesa de Segre Montmagastre                                       | 41° 58′ 34″ N, 1° 07′ 44″ E / 41.976089°N,1.128922°E | RI-51-0006250 | Castell i església de Sant Miquel de Montmagastre (Artesa de Segre) · Vegeu més fotos d'aquest monument · Carregueu una nova foto d'aquest monument     |
| Castell de Vilves                                                                      | BCIN 486-MH  | Obra popular, romànic XII-XIII         | Artesa de Segre Vilves                                             | 41° 55′ 04″ N, 1° 04′ 57″ E / 41.917642°N,1.082468°E | RI-51-0006254 | Castell de Vilves (Artesa de Segre) · Vegeu més fotos d'aquest monument · Carregueu una nova foto d'aquest monument                                     |
| Castell de Tudela, Muralla de Tudela                                                   | BCIN 785-MH  | Obra popular Medieval                  | Artesa de Segre                                                    | 41° 52′ 18″ N, 1° 05′ 03″ E / 41.871531°N,1.084093°E | RI-51-0006251 | Castell de Tudela (Artesa de Segre) · Vegeu més fotos d'aquest monument · Carregueu una nova foto d'aquest monument                                     |
| Castell de Grialó                                                                      | BCIN 786-MH  | Romànic Medieval                       | Artesa de Segre Grialó - Collderat                                 | 41° 54′ 01″ N, 1° 06′ 21″ E / 41.900330°N,1.105712°E | RI-51-0006252 | Castell de Grialó (Artesa de Segre) · Vegeu més fotos d'aquest monument · Carregueu una nova foto d'aquest monument                                     |
| Castell de Seró                                                                        | BCIN 787-MH  | Obra popular Medieval                  | Artesa de Segre                                                    | 41° 52′ 32″ N, 1° 06′ 22″ E / 41.875453°N,1.106244°E | RI-51-0006253 | Castell de Seró (Artesa de Segre) · Vegeu més fotos d'aquest monument · Carregueu una nova foto d'aquest monument                                       |
| Collfred                                                                               | BCIN 812-MH  |                                        | Artesa de Segre                                                    | 41° 54′ 58″ N, 1° 06′ 49″ E / 41.915974°N,1.113611°E | RI-51-0006255 | Collfred (Artesa de Segre) · Vegeu més fotos d'aquest monument · Carregueu una nova foto d'aquest monument                                              |
| Castelló de Meià                                                                       | BCIN 1786-MH |                                        | Artesa de Segre Santa Maria de Meià                                | 41° 59′ 04″ N, 0° 58′ 54″ E / 41.984551°N,0.981675°E | RI-51-0006542 | Castelló de Meià (Artesa de Segre) · Vegeu més fotos d'aquest monument · Carregueu una nova foto d'aquest monument                                      |
| Església de l'Assumpció de Baldomar                                                    |              | Romànic XI-XII, XVII                   | Artesa de Segre                                                    | 41° 55′ 09″ N, 1° 00′ 54″ E / 41.919233°N,1.014946°E | IPA-314       | Església de l'Assumpció de Baldomar (Artesa de Segre) · Vegeu més fotos d'aquest monument · Carregueu una nova foto d'aquest monument                   |
| Església parroquial de Santa Maria d'Anya, o Església de la Mare de Déu de l'Assumpció | BCIL 1999    | Obra popular XVII, XVIII               | Artesa de Segre Pl. de l'Església, Anya                            | 41° 55′ 25″ N, 1° 06′ 23″ E / 41.923661°N,1.106293°E | IPA-17678     | Església parroquial de Santa Maria d'Anya (Artesa de Segre) · Vegeu més fotos d'aquest monument · Carregueu una nova foto d'aquest monument             |
| Església de Sant Romà de Comiols                                                       | BCIL 2001    | Romànic XI                             | Artesa de Segre Al cim d'un serrat                                 | 42° 01′ 27″ N, 1° 06′ 06″ E / 42.024274°N,1.101540°E | IPA-20152     | Església de Sant Romà de Comiols (Artesa de Segre) · Vegeu més fotos d'aquest monument · Carregueu una nova foto d'aquest monument                      |
| Església parroquial de Sant Climent de Vilves                                          | BCIL 2002    | Romànic, obra popular XI-XVIII         | Artesa de Segre C. de l'Església, Vilves                           | 41° 55′ 04″ N, 1° 04′ 57″ E / 41.917783°N,1.082627°E | IPA-20990     | Església parroquial de Sant Climent de Vilves (Artesa de Segre) · Vegeu més fotos d'aquest monument · Carregueu una nova foto d'aquest monument         |
| Ajuntament d'Artesa de Segre                                                           |              | Obra popular, eclecticisme XIX-XX      | Artesa de Segre Pl. Espanya                                        | 41° 53′ 43″ N, 1° 02′ 44″ E / 41.89540°N,1.04544°E   | IPA-21966     | Ajuntament d'Artesa de Segre · Vegeu més fotos d'aquest monument · Carregueu una nova foto d'aquest monument                                            |
| Biblioteca Joan Maluquer                                                               |              | Noucentisme XX Mitjan                  | Artesa de Segre C. Progrés, 2 (enderrocada)                        | 41° 53′ 38″ N, 1° 02′ 48″ E / 41.893952°N,1.046584°E | IPA-21968     | Carregueu una nova foto d'aquest monument |
| Porxos plaça Major                                                                     |              | Obra popular XI-XX                     | Artesa de Segre Pl. Major                                          | 41° 53′ 48″ N, 1° 02′ 55″ E / 41.896544°N,1.048602°E | IPA-21969     | Porxos plaça Major (Artesa de Segre) · Vegeu més fotos d'aquest monument · Carregueu una nova foto d'aquest monument                                    |
| Cal Comabella                                                                          |              | Barroc, obra popular XVII              | Artesa de Segre Pl. Major, 15                                      | 41° 53′ 47″ N, 1° 02′ 56″ E / 41.896520°N,1.048775°E | IPA-21971     | Cal Comabella (Artesa de Segre) · Vegeu més fotos d'aquest monument · Carregueu una nova foto d'aquest monument                                         |
| Col·legi de les Dominiques                                                             |              | Obra popular XIX Final                 | Artesa de Segre C. de les Monges                                   | 41° 53′ 45″ N, 1° 02′ 52″ E / 41.895732°N,1.047682°E | IPA-21972     | Col·legi de les Dominiques (Artesa de Segre) · Vegeu més fotos d'aquest monument · Carregueu una nova foto d'aquest monument                            |
| Església parroquial de la Mare de Déu de l'Assumpció                                   |              | Darreres tendències XX Mitjan          | Artesa de Segre Pl. de l'Església                                  | 41° 53′ 46″ N, 1° 02′ 53″ E / 41.896208°N,1.048161°E | IPA-21973     | Església parroquial de la Mare de Déu de l'Assumpció (Artesa de Segre) · Vegeu més fotos d'aquest monument · Carregueu una nova foto d'aquest monument  |
| Museu del Montsec                                                                      |              | XI-XVII                                | Artesa de Segre C. de les Carnisseries, 5                          | 41° 53′ 47″ N, 1° 02′ 57″ E / 41.896482°N,1.049210°E | IPA-21974     | Museu del Montsec (Artesa de Segre) · Vegeu més fotos d'aquest monument · Carregueu una nova foto d'aquest monument                                     |
| Santuari de Santa Maria del Pla                                                        | BCIL 2004    | Obra popular, barroc XII, XVIII        | Artesa de Segre Ctra. de Tàrrega                                   | 41° 52′ 58″ N, 1° 03′ 30″ E / 41.882836°N,1.058340°E | IPA-21975     | Santuari de Santa Maria del Pla (Artesa de Segre) · Vegeu més fotos d'aquest monument · Carregueu una nova foto d'aquest monument                       |
| Fossar i Capella del Sant Crist                                                        |              | Barroc, obra popular XIX-XX            | Artesa de Segre Ctra. Lleida-Tàrrega                               | 41° 53′ 10″ N, 1° 03′ 01″ E / 41.886046°N,1.050257°E | IPA-21976     | Fossar i Capella del Sant Crist (Artesa de Segre) · Vegeu més fotos d'aquest monument · Carregueu una nova foto d'aquest monument                       |
| Dipòsit d'aigua                                                                        |              | Noucentisme XX                         | Artesa de Segre Ctra. d'Agramunt                                   |                                                      | IPA-21977     | Carregueu una nova foto d'aquest monument |
| Ermita de Sant Salvador d'Alentorn                                                     |              | Obra popular XIX                       | Artesa de Segre Alentorn                                           | 41° 54′ 53″ N, 1° 04′ 06″ E / 41.914761°N,1.068302°E | IPA-21979     | Ermita de Sant Salvador d'Alentorn (Artesa de Segre) · Vegeu més fotos d'aquest monument · Carregueu una nova foto d'aquest monument                    |
| Voltes medievals i arcs de pas                                                         |              | Obra popular XIII-XVIII                | Artesa de Segre Alentorn                                           | 41° 55′ 33″ N, 1° 03′ 44″ E / 41.925910°N,1.062240°E | IPA-21980     | Voltes medievals i arcs de pas (Artesa de Segre) · Vegeu més fotos d'aquest monument · Carregueu una nova foto d'aquest monument                        |
| Església parroquial de Sant Salvador d'Alentorn                                        |              | Renaixement, barroc, obra popular XVII | Artesa de Segre Pl. de les Forques, Alentorn                       | 41° 55′ 31″ N, 1° 03′ 41″ E / 41.925243°N,1.061497°E | IPA-21981     | Església parroquial de Sant Salvador d'Alentorn (Artesa de Segre) · Vegeu més fotos d'aquest monument · Carregueu una nova foto d'aquest monument       |
| Plaça de l'Església d'Anya                                                             |              | Obra popular                           | Artesa de Segre Pl. de l'Església, Anya                            | 41° 55′ 24″ N, 1° 06′ 23″ E / 41.923423°N,1.106426°E | IPA-21983     | Plaça de l'Església d'Anya(Artesa de Segre) · Vegeu més fotos d'aquest monument · Carregueu una nova foto d'aquest monument                             |
| Trulls d'Anya                                                                          |              | Obra popular                           | Artesa de Segre Anya                                               | 41° 55′ 26″ N, 1° 06′ 25″ E / 41.923830°N,1.107053°E | IPA-21984     | Trulls d'Anya (Artesa de Segre) · Vegeu més fotos d'aquest monument · Carregueu una nova foto d'aquest monument                                         |
| Casa Castells                                                                          |              | Obra popular, barroc XV-XVII           | Artesa de Segre C. de Dalt, 6, Baldomar                            | 41° 55′ 06″ N, 1° 00′ 53″ E / 41.918304°N,1.014754°E | IPA-21987     | Casa Castells (Artesa de Segre) · Vegeu més fotos d'aquest monument · Carregueu una nova foto d'aquest monument                                         |
| Església parroquial de Sant Miquel                                                     |              | Obra popular, barroc XVII              | Artesa de Segre Pl. de l'Església, Colldelrat                      | 41° 53′ 59″ N, 1° 05′ 36″ E / 41.899620°N,1.093402°E | IPA-21989     | Església parroquial de Sant Miquel (Artesa de Segre) · Vegeu més fotos d'aquest monument · Carregueu una nova foto d'aquest monument                    |
| Carrer de l'Església                                                                   |              | Obra popular                           | Artesa de Segre C. de l'Església, Colldelrat                       | 41° 53′ 59″ N, 1° 05′ 33″ E / 41.899670°N,1.092611°E | IPA-21990     | Carrer de l'Església (Artesa de Segre) · Vegeu més fotos d'aquest monument · Carregueu una nova foto d'aquest monument                                  |
| Ca l'Estany                                                                            |              | Obra popular XIX Inici                 | Artesa de Segre C. Major, 15, Collfred                             | 41° 54′ 57″ N, 1° 06′ 49″ E / 41.915860°N,1.113689°E | IPA-21992     | Ca l'Estany (Artesa de Segre) · Vegeu més fotos d'aquest monument · Carregueu una nova foto d'aquest monument                                           |
| Església de Sant Martí de Collfred                                                     |              | Romànic XII, XVII                      | Artesa de Segre Collfred                                           | 41° 54′ 58″ N, 1° 06′ 53″ E / 41.916172°N,1.114852°E | IPA-21993     | Església de Sant Martí de Collfred (Artesa de Segre) · Vegeu més fotos d'aquest monument · Carregueu una nova foto d'aquest monument                    |
| La Fàbrica                                                                             |              | Noucentisme XX Inici                   | Artesa de Segre La Fàbrica                                         | 41° 54′ 37″ N, 1° 04′ 28″ E / 41.910374°N,1.074499°E | IPA-21997     | La Fàbrica (Artesa de Segre) · Vegeu més fotos d'aquest monument · Carregueu una nova foto d'aquest monument                                            |
| Església de Sant Gil de Folquer, o Església de la Santa Creu                           |              | Gòtic-renaixement XVII                 | Artesa de Segre Folquer                                            | 42° 00′ 22″ N, 1° 06′ 57″ E / 42.006129°N,1.115839°E | IPA-22002     | Església de Sant Gil de Folquer (Artesa de Segre) · Vegeu més fotos d'aquest monument · Carregueu una nova foto d'aquest monument                       |
| Nova església de Sant Miquel                                                           |              | Obra popular XX Mitjan                 | Artesa de Segre Montmagastre                                       | 41° 58′ 27″ N, 1° 08′ 02″ E / 41.974097°N,1.133853°E | IPA-22005     | Nova església de Sant Miquel (Artesa de Segre) · Vegeu més fotos d'aquest monument · Carregueu una nova foto d'aquest monument                          |
| Cal Fuster, Capella de Sant Josep                                                      |              | Obra popular XVI-XIX                   | Artesa de Segre Montmagastre                                       | 41° 57′ 30″ N, 1° 09′ 08″ E / 41.958380°N,1.152254°E | IPA-22006     | Cal Fuster de Montmagastre (Artesa de Segre) · Vegeu més fotos d'aquest monument · Carregueu una nova foto d'aquest monument                            |
| Capella de Santa Eulàlia                                                               |              | Obra popular XVII                      | Artesa de Segre Montmagastre (Cal Camats)                          | 41° 58′ 22″ N, 1° 08′ 12″ E / 41.972732°N,1.136535°E | IPA-22007     | Capella de Santa Eulàlia (Artesa de Segre) · Vegeu més fotos d'aquest monument · Carregueu una nova foto d'aquest monument                              |
| Església de Sant Joan i Sant Marc de Batlliu                                           |              | Romànic, gòtic, renaixement XII-XVI    | Artesa de Segre Montmagastre                                       | 41° 57′ 20″ N, 1° 07′ 56″ E / 41.955637°N,1.132141°E | IPA-22008     | Església de Sant Joan i Sant Marc de Batlliu (Artesa de Segre) · Vegeu més fotos d'aquest monument · Carregueu una nova foto d'aquest monument          |
| Can Llinàs                                                                             |              | Obra popular                           | Artesa de Segre Montmagastre                                       | 41° 57′ 16″ N, 1° 05′ 38″ E / 41.954433°N,1.094004°E | IPA-22009     | Masia Llinàs (Artesa de Segre) · Vegeu més fotos d'aquest monument · Carregueu una nova foto d'aquest monument                                          |
| Santuari de la Mare de Déu de la Vedrenya                                              |              | Romànic XII, XVII                      | Artesa de Segre Montmagastre                                       | 41° 57′ 36″ N, 1° 06′ 35″ E / 41.960069°N,1.109655°E | IPA-22010     | Santuari de la Mare de Déu de la Vedrenya (Artesa de Segre) · Vegeu més fotos d'aquest monument · Carregueu una nova foto d'aquest monument             |
| Antiga església de Santa Maria de Montargull                                           |              | Obra popular XVI                       | Artesa de Segre Montargull                                         | 41° 58′ 10″ N, 1° 05′ 33″ E / 41.969497°N,1.092430°E | IPA-22013     | Antiga església de Santa Maria de Montargull (Artesa de Segre) · Vegeu més fotos d'aquest monument · Carregueu una nova foto d'aquest monument          |
| Nova església parroquial de Santa Maria de Montargull                                  |              | Darreres tendències XX Mitjan          | Artesa de Segre Montargull                                         | 41° 58′ 07″ N, 1° 05′ 31″ E / 41.968673°N,1.091866°E | IPA-22014     | Nova església parroquial de Santa Maria de Montargull (Artesa de Segre) · Vegeu més fotos d'aquest monument · Carregueu una nova foto d'aquest monument |
| Carrer Major                                                                           |              | Obra popular Medieval                  | Artesa de Segre Montargull                                         | 41° 58′ 11″ N, 1° 05′ 34″ E / 41.969717°N,1.092671°E | IPA-22015     | Carrer Major (Artesa de Segre) · Vegeu més fotos d'aquest monument · Carregueu una nova foto d'aquest monument                                          |
| Restes del pont medieval                                                               |              | Medieval                               | Artesa de Segre El Pont d'Alentorn                                 | 41° 54′ 32″ N, 1° 03′ 53″ E / 41.908964°N,1.064593°E | IPA-22018     | Restes del pont medieval (Artesa de Segre) · Vegeu més fotos d'aquest monument · Carregueu una nova foto d'aquest monument                              |
| Església parroquial de Santa Maria de Seró, o l'Assumpció de la Mare de Déu            |              | Romànic, barroc XI-XVII                | Artesa de Segre Seró                                               | 41° 52′ 32″ N, 1° 06′ 24″ E / 41.875645°N,1.106728°E | IPA-22020     | Església parroquial de Santa Maria de Seró (Artesa de Segre) · Vegeu més fotos d'aquest monument · Carregueu una nova foto d'aquest monument            |
| Cal Caballol                                                                           |              | Obra popular XVII-XIX                  | Artesa de Segre Pl. del Ball, Seró                                 | 41° 52′ 31″ N, 1° 06′ 26″ E / 41.875271°N,1.107086°E | IPA-22022     | Cal Caballol (Artesa de Segre) · Vegeu més fotos d'aquest monument · Carregueu una nova foto d'aquest monument                                          |
| Santuari de la Mare de Déu de Refet                                                    |              | Barroc XVIII                           | Artesa de Segre Pl. del Ball, Seró                                 | 41° 53′ 19″ N, 1° 07′ 08″ E / 41.888610°N,1.118766°E | IPA-22023     | Santuari de la Mare de Déu de Refet (Artesa de Segre) · Vegeu més fotos d'aquest monument · Carregueu una nova foto d'aquest monument                   |
| Capella de la Mare de Déu del Roser                                                    |              | Obra popular XVII                      | Artesa de Segre Les Torres de Folquer                              | 42° 01′ 27″ N, 1° 07′ 46″ E / 42.024057°N,1.129391°E | IPA-22025     | Capella de la Mare de Déu del Roser (Artesa de Segre) · Vegeu més fotos d'aquest monument · Carregueu una nova foto d'aquest monument                   |
| Casa pairal                                                                            |              | Obra popular XV-XVII                   | Artesa de Segre Les Torres de Folquer                              | 42° 01′ 28″ N, 1° 07′ 48″ E / 42.024363°N,1.129974°E | IPA-22026     | Casa pairal (Artesa de Segre) · Vegeu més fotos d'aquest monument · Carregueu una nova foto d'aquest monument                                           |
| Capella de Sant Esteve                                                                 |              | Romànic X-XI                           | Artesa de Segre Paracolls                                          | 42° 02′ 01″ N, 1° 07′ 35″ E / 42.033663°N,1.126397°E | IPA-22027     | Capella de Sant Esteve (Artesa de Segre) · Vegeu més fotos d'aquest monument · Carregueu una nova foto d'aquest monument                                |
| Església parroquial de Sant Pere de Tudela                                             | BCIL 2004    | Historicisme, obra popular XIV-XVI, XX | Artesa de Segre Pl. de l'Església - c. Portal Nou, Tudela de Segre | 41° 52′ 16″ N, 1° 05′ 03″ E / 41.871039°N,1.084109°E | IPA-22029     | Església parroquial de Sant Pere de Tudela (Artesa de Segre) · Vegeu més fotos d'aquest monument · Carregueu una nova foto d'aquest monument            |
| Portal Nou, Portal de Tudela                                                           | BCIL 2009    | Barroc XVII                            | Artesa de Segre C. Major, Tudela de Segre                          | 41° 52′ 15″ N, 1° 05′ 04″ E / 41.87077°N,1.08440°E   | IPA-22030     | Portal Nou (Artesa de Segre) · Vegeu més fotos d'aquest monument · Carregueu una nova foto d'aquest monument                                            |
| Portal Vell                                                                            |              | Obra popular XIV                       | Artesa de Segre C. Portal - pl. Major, Tudela de Segre             | 41° 52′ 14″ N, 1° 05′ 02″ E / 41.870633°N,1.083798°E | IPA-22031     | Portal Vell (Artesa de Segre) · Vegeu més fotos d'aquest monument · Carregueu una nova foto d'aquest monument                                           |
| Cal Pubill                                                                             |              | Obra popular XIX Final                 | Artesa de Segre C. d'Avall, Tudela de Segre                        | 41° 52′ 15″ N, 1° 05′ 01″ E / 41.870895°N,1.083658°E | IPA-22032     | Cal Pubill (Artesa de Segre) · Vegeu més fotos d'aquest monument · Carregueu una nova foto d'aquest monument                                            |
| Ermita de Santa Fe de Tudela                                                           | BCIL 2004    | Obra popular XVIII Inici               | Artesa de Segre Tudela de Segre                                    | 41° 51′ 57″ N, 1° 05′ 22″ E / 41.865790°N,1.089547°E | IPA-22033     | Ermita de Santa Fe de Tudela (Artesa de Segre) · Vegeu més fotos d'aquest monument · Carregueu una nova foto d'aquest monument                          |
| Església parroquial de Sant Ponç de Vall-llebrera                                      |              | XVI                                    | Artesa de Segre Pl. de l'Església, Vall-llebrera                   | 41° 56′ 05″ N, 1° 04′ 54″ E / 41.934815°N,1.081688°E | IPA-22035     | Església parroquial de Sant Ponç de Vall-llebrera (Artesa de Segre) · Vegeu més fotos d'aquest monument · Carregueu una nova foto d'aquest monument     |
| Portal al carrer d'Amunt                                                               | BCIL 2009    | Obra popular XVI, XVII                 | Artesa de Segre C. d'Amunt, Vall-llebrera                          | 41° 56′ 05″ N, 1° 04′ 58″ E / 41.934613°N,1.082797°E | IPA-22036     | Portal al carrer d'Amunt (Artesa de Segre) · Vegeu més fotos d'aquest monument · Carregueu una nova foto d'aquest monument                              |
| Casa al carrer d'Amunt                                                                 |              | Obra popular XVI                       | Artesa de Segre C. d'Amunt, Vall-llebrera                          | 41° 56′ 05″ N, 1° 04′ 58″ E / 41.934627°N,1.082825°E | IPA-22037     | Casa al carrer d'Amunt (Artesa de Segre) · Vegeu més fotos d'aquest monument · Carregueu una nova foto d'aquest monument                                |
| Església de Sant Serni de Vall-llebrerola o Sant Sadurní                               |              | Romànic XI                             | Artesa de Segre Vall-llebrerola                                    | 41° 56′ 30″ N, 1° 04′ 59″ E / 41.941622°N,1.083179°E | IPA-22039     | Església de Sant Serni de Vall-llebrerola (Artesa de Segre) · Vegeu més fotos d'aquest monument · Carregueu una nova foto d'aquest monument             |
| Cal Pedrol                                                                             |              | Obra popular XVI                       | Artesa de Segre Vall-llebrerola                                    | 41° 56′ 29″ N, 1° 04′ 58″ E / 41.941468°N,1.082846°E | IPA-22040     | Casa Pedrol (Artesa de Segre) · Vegeu més fotos d'aquest monument · Carregueu una nova foto d'aquest monument                                           |
| L'Abadia                                                                               |              | Obra popular XVI                       | Artesa de Segre Vernet                                             | 41° 54′ 19″ N, 1° 02′ 29″ E / 41.905286°N,1.041278°E | IPA-22042     | L'Abadia (Artesa de Segre) · Vegeu més fotos d'aquest monument · Carregueu una nova foto d'aquest monument                                              |
| Església de Santa Maria de Vernet                                                      |              | Romànic XI                             | Artesa de Segre Pl. de l'Església, Vernet                          | 41° 54′ 18″ N, 1° 02′ 28″ E / 41.905095°N,1.041051°E | IPA-22043     | Església de Santa Maria de Vernet (Artesa de Segre) · Vegeu més fotos d'aquest monument · Carregueu una nova foto d'aquest monument                     |
| Castell de Vernet                                                                      |              | Romànic XI, XVI                        | Artesa de Segre Vernet                                             | 41° 54′ 18″ N, 1° 02′ 26″ E / 41.904904°N,1.040503°E | IPA-22044     | Castell de Vernet (Artesa de Segre) · Vegeu més fotos d'aquest monument · Carregueu una nova foto d'aquest monument                                     |
| Pont d'Alentorn                                                                        |              | Obra popular XIX                       | Artesa de Segre Sobre el Segre                                     | 41° 54′ 35″ N, 1° 04′ 07″ E / 41.909766°N,1.068742°E | IPA-36936     | Pont d'Alentorn (Artesa de Segre) · Vegeu més fotos d'aquest monument · Carregueu una nova foto d'aquest monument                                       |
| Castell de la Clua                                                                     |              | Obra popular XVII, XIX                 | Artesa de Segre Sobre el poble de la Clua                          | 41° 56′ 49″ N, 1° 01′ 04″ E / 41.94700°N,1.01775°E   | IPA-41351     | Castell de la Clua (Artesa de Segre) · Vegeu més fotos d'aquest monument · Carregueu una nova foto d'aquest monument                                    |
| Casa forta de la Santa Creu                                                            |              | Obra popular XII, XIII                 | Artesa de Segre Al sud-est de la casa actual de Cal Santacreu      | 42° 00′ 25″ N, 1° 08′ 32″ E / 42.00688°N,1.14229°E   | IPA-41352     | Casa forta de la Santa Creu (Artesa de Segre) · Vegeu més fotos d'aquest monument · Carregueu una nova foto d'aquest monument                           |
| Sant Julià de la Clua                                                                  |              | Obra popular, barroc XI-XII, XVIII     | Artesa de Segre Pl. Major, la Clua                                 | 41° 56′ 49″ N, 1° 01′ 00″ E / 41.947037°N,1.016590°E | IPA-41353     | Carregueu una nova foto d'aquest monument |
| Sant Bartomeu de la Vall d'Ariet                                                       |              | Romànic, obra popular XI, XIII         | Artesa de Segre La Vall d'Ariet, afores de la Clua                 | 41° 57′ 16″ N, 1° 00′ 03″ E / 41.95433°N,1.00074°E   | IPA-41354     | Sant Bartomeu de la Vall d'Ariet (Artesa de Segre) · Vegeu més fotos d'aquest monument · Carregueu una nova foto d'aquest monument                      |